# Boophis erythrodactylus
Espèce
Synonymes
- Hyperolius erythrodactylus Guibé, 1953

Statut de conservation UICN

 LC  : Préoccupation mineure
Boophis erythrodactylus est une espèce d'amphibiens de la famille des Mantellidae.

## Répartition
Cette espèce est endémique de Madagascar. Elle se rencontre entre 1 000 et 1 100 m d'altitude dans quelques localités du centre-Est de l'île,.

## Description
Boophis erythrodactylus mesure de 24 à 25 mm pour les mâles, et jusqu'à 33 mm pour les femelles. Son dos est vert brillant avec de nombreuses petites taches rouges cerclées de jaune. Une ligne jaune part du naseau pour aller jusqu'à l'œil. Une deuxième ligne part de l'œil, passe au-dessus du tympan pour rejoindre l'arrière de l'épaule. De chaque côté du dos, un bourrelet parcourt toute la longueur. Les sourcils sont jaunes avec des taches brunes. Certains spécimens présentent des taches brunes sur les membres et autour des naseaux. Le ventre est vert bleuté léger. La peau est finement granuleuse chez les mâles et lisse chez les femelles.

## Étymologie
Son nom d'espèce, du grec erythros, « rouge », et dactylos, « doigt », lui a été donné en référence à la couleur de ses orteils.

## Publication originale
- Guibé, 1953 : Deux Hyperolius nouveaux pour la faune malgache (Batraciens). Naturaliste Malgache, vol. 5, p. 101-103.